# Märta Tikkanen
Pour les articles homonymes, voir Tikkanen.
Märta Eleonora Tikkanen (née Cavonius le 3 avril 1935 à Helsinki) est une écrivaine finlandaise de langue suédoise.

## Biographie
Elle a travaillé comme journaliste pour Hufvudstadsbladet de 1956 à 1961, ensuite comme enseignante de suédois et a été directrice d'école pour adultes jusqu'en 1980. Depuis elle se consacre à l'écriture. Elle est l'épouse de l'écrivain et journaliste Henrik Tikkanen.
Elle a reçu le prix Tollander de littérature suédophone en 1998 et le prix de l'Académie suédoise pour les écrivains finlandais suédophones en 2002.

## Œuvres

### Ouvrages traduits en français
- Les hommes ne peuvent être violés [« Män kan inte våldtas »]  (trad. du suédois par Philippe Bouquet), Le Mans, Cenomane, 2006, 253 p. (ISBN 978-2-905596-98-7)
- L'Histoire d'amour du siècle [« Århundradets kärlekssaga »]  (trad. Joan Debidour), éditions du Laquet, 1999 (ISBN 978-2-87896-028-0)
- Chaperon rouge [« Rödluvan »]  (trad. Philippe Bouquet et Agneta Ségol), 1999 (ISBN 978-2-909027-42-5)
- Le Grand Chasseur [« Storfångaren »]  (trad. du suédois par Philippe Bouquet), Le Mans, Cenomane, 2008, 188 p. (ISBN 978-2-916329-12-3)

### Ouvrages en suédois
- (sv) Nu imorron, Söderströms, 1970), 151 p. (ISBN 978-91-7160-572-6 et 91-7160-572-X)
- (sv) Ingenmansland, 1972, 186 p. (ISBN 951-52-0054-7)
- (sv) Vem bryr sig om Doris Mihailov, 1974, 141 p. (ISBN 951-52-0218-3)
- Män kan inte våldtas, 1975[1]
- Århundradets kärlekssaga (1978)[2]
- Våldsam kärlek (1979)
- Mörkret som ger glädjen djup (1981)
- Sofias egen bok (1982) (Le Livre de Sophie)
- Rödluvan (1986)
- Storfångaren (1989)
- Arnaía kastad i havet (1992)
- Bryta mot lagen (1992)
- Personliga angelägenheter (1996) (Affaires personnelles)
- Sofia vuxen med sitt MBD (1998)
- Två (2004)
- Emma & Uno (2010)

## Prix et distinctions
- 1999, Prix Tollander,
- Prix Finlande de l'Académie suédoise
- 2011, Prix de la littérature de l'état
- 1982, Prix de l'information publique,

## Littérature
- Rundgren, Heta: Vers une théorie du roman postnormâle: Féminisme, réalisme et conflit sexuel chez Doris Lessing, Märta Tikkanen, Stieg Larsson et Virginie Despentes. Diss. Université de Helsinki, 2016.  (ISBN 978-951-51-2822-5). On-ligne.